# Lipa (Zreče)
Lipa (Duits: Lippa bei Rötschach) is een plaats in Slovenië en maakt deel uit van de gemeente Zreče in de NUTS-3-regio Savinjska. De plaats telde 54 inwoners op 1 januari 2020.